# August Niemirycz
August Niemirycz herbu Klamry – kasztelan połaniecki w 1773 roku, chorąży sandomierski w latach 1762–1773, konsyliarz województwa sandomierskiego w konfederacji radomskiej w 1767 roku.
Posiadał dobra w Sandomierskiem. Był właścicielem Radostowa, Łukawki i Wierzbli.

## Życiorys
Był synem Władysława Niemirycza (zm. 1712), kasztelana połanieckiego i Ludwiki z domu Skorczyckiej herbu Jastrzębiec.
Jego pierwszą żoną była Barbara z domu Łajszczewska herbu Ślepowron, córka Mikołaja Łaściszewskiego vel Łajszczewskiego. Z tego małżeństwa miał synów Józefa i Tomasza oraz córki Justynę, Salomeę, Mariannę i Katarzynę. Po śmierci Barbary ożenił się powtórnie z Zofią z domu Żebrowską, z którą miał synów Michala i Antoniego.
Zmarł przed 15 lutego 1775 roku. Został pochowany wraz z żoną Barbarą 14 października 1779 u franciszkanów reformatów w Sandomierzu.